# Kiernan Shipka
Kiernan Brennan Shipka (10 de novembre de 1999) és una actriu estatunidenca. Shipka és coneguda pels seus rols com a Sabrina Spellman a la sèrie d'horror sobrenatural Chilling Adventures of Sabrina, Sally Draper a Mad Men (2007 - 2015), drama periòdic d'AMC, i com a B.D. Hyman a l'antologia FX, Feud: Bette i Joan (2017). Shipka també va participar com a actriu de doblatge de Jinora en les pel·lícules Avatar: L'Últim Airbener i en La Llegenda de Korra (2012-14).
A més a més, també ha participat en nombrosos llargmetratges com Carriers (2009), Flores en el Ático (2014) i The Blackcoat's Daughter (2015).

## Biografia
Shipka va néixer a Chicago, Illinois, filla de John Young Shipka, un promotor immobiliari, i Erin Ann (nascuda amb el nom de Brennan). Té una germana i ha anat a classes de balls de saló des que tenia cinc anys. La seva família es va traslladar a Los Angeles, Califòrnia, quan tenia sis anys per donar suport a la seva carrera com a actriu.

## Carrera
Shipka va fer el seu debut televisiu quan tan sols tenia cinc mesos d'edat com a bebà a la sèrie dramàtica d'hospitals ER. i va començar a fer de model des que era una criatura. Va guanyar el premi a "Millor Gremi d'Actors per l'Actuació Excepcional en una Sèrie Dramàtica" els anys 2008 i 2009 com a membre del repartiment de la sèrie Mad Men.
Ha rebut elogis per la seva actuació a Mad Men. En nomenar-la com el seu nominat de somni per a l'Emmy de "Excepcional Actriu Invitada en una Sèrie Dramàtica", el crític nord-americà, Dale Roe, va remarcar: "Aquesta actriu de deu anys va ser tan afectuosa com la problemàtica Sally Draper durant l'última temporada que sembla estrany que l'hagin afegit a la plantilla regular des de fa tant poc temps. Si el proper treball de Shipka en Mad Men -que consistirà en lluitar amb el matrimoni problemàtic dels seus pares i entrar en el pretext dels tumultuosos anys seixanta- segueix sent igual d'al·lucinant com ha set en la tercera temporada, podria significar una papereta de la sort que podria fer-se realitat l'any que ve".
Inicialment utilitzada com a actriu recorrent, Shipka va passar a ser una actriu regular de la sèrie en la quarta temporada aconseguint el paper després de dos audicions.
Els treballs de Shipka després de Mad Men inclouen Flowers in the Attic (2014) i un rol dual en la pel·lícula de terror d'Oz Perkins, The Blackcoat's Daughter (2015).
L'any 2014, Shipka va ser nomenada una de "Les 25 Influències Adolescents del 2014" per la revista Time. El mateix any, IndieWire la va incloure en la seva llista de "20 actors més joves de 20 que has de veure".
Al 2017, va representar a B.D. Hyman, filla de Bette Davis, en la sèrie de televisió de FX Feud: Bette and Joan.
El gener del 2018, va ser anunciat que Shipka protagonitzaria el paper de Sabrina Spellman en la nova sèrie de Netflix Chilling Adventures of Sabrina, basada en els còmics publicats per Archie Horror. La primera temporada va ser estrenada mundialment el dia 26 d'octubre de 2018 en Netflix.

## Vida personal
Shipka considera a Grace Kelly i Audrey Hepburn com a models a seguir Ha fet classes de boxa Muay Thai i es descriu a ella mateixa com una "ardent foodie".

## Filmografia

### Pel·lícules
| Any  | Títol                                    | Paper               | Notes           |
| ---- | ---------------------------------------- | ------------------- | --------------- |
| 2007 | Dimension                                | Molly               |                 |
| 2008 | Lower Learning                           | Sarah               |                 |
| 2009 | A Rag Doll Story                         | Noia                | Curtmetratge    |
| 2009 | Land of the Lost                         | Noia de la fossa    | Sense crèdits   |
| 2009 | Infectats                                | Jodie               |                 |
| 2009 | House Broken                             | Tammy Tawber        |                 |
| 2010 | Cats & Dogs: The Revenge of Kitty Galore | Nena petita al pati |                 |
| 2010 | The Ryan and Randi Show                  | Lala La Lala        | Curtmetratge    |
| 2010 | Squeaky Clean                            | Emily               | Curtmetratge    |
| 2012 | L'Habitació BuidaThe Empty Room          | Juliet              | Curtmetratge    |
| 2013 | Very Good Girls                          | Eleanor             |                 |
| 2013 | We Rise Like Smoke                       | Kyler (jove)        | Curtmetratge    |
| 2014 | Flowers in the Attic                     | Cathy Dollanganger  |                 |
| 2014 | La Vora del BoscThe Edge of the Woods    | Alice               | Curtmetratge    |
| 2015 | One & Two                                | Eva                 |                 |
| 2015 | El record de Marnie                      | Marnie              | Doblatge anglès |
| 2015 | Fan Girl                                 | Telulah "Lu" Farrow |                 |
| 2015 | El Blackcoat's Daughter                  | Kat                 |                 |
| 2019 | The Silence                              | Ally Andrews        |                 |

### Televisió
| Any          | Títol                                 | Paper                        | Notes                              |
| ------------ | ------------------------------------- | ---------------------------- | ---------------------------------- |
| 2006         | Monk                                  | Nena petita                  | 2 episodis                         |
| 2006         | The Angriest Man in Suburbia          | Lola                         | Pel·lícula deTV                    |
| 2007         | Cory in the House                     | Companya de classe de Sophie | Episodi: "Mall of Confusion"       |
| 2007         | MADtv                                 | Nena trista                  | Episodi: "Madtv Ruined My Life"    |
| 2007         | Heroes                                | Nena petita en flames        | Episodi: "Quatre mesos abans..."   |
| 2007–09      | Jimmy Kimmel Live!                    | Diversos                     | 6 episodis                         |
| 2007–15      | Mad Men                               | Sally Draper                 | 64 episodis                        |
| 2011         | Smooch                                | Zoe Cole                     | Pel·lícula de TV                   |
| 2012         | Don't Trust the B---- in Apartment 23 | Kiernan Shipka               | Episodi: "Parent Trap..."          |
| 2012–14      | The Legend of Korra                   | Jinora (veu)                 | 25 episodis                        |
| 2013/15      | Sofia the First                       | Oona (veu)                   | 3 episodis                         |
| 2014         | Flowers in the Attic                  | Cathy Dollanganger           | Pel·lícula deTV                    |
| 2015         | Unbreakable Kimmy Schmidt             | Kymmi                        | Episodi: "La Kimmy Té Aniversari!" |
| 2017         | Feud: Bette and Joan                  | B. D. Hyman                  | 5 episodis                         |
| 2017         | American Dad!                         | estudiant (veu)              | Episodi: "Les Bruixes de Langley"  |
| 2017         | Family Guy                            | Animadora cantant (veu)      | Episodi: "Peter el Principal"      |
| 2017         | Neo Yokio                             | Hel·lenista (veu)            | Episodi: "Oh, les Hel·lenistes"    |
| 2018–present | Chilling Adventures of Sabrina        | Sabrina Spellman             | Protagonista                       |

### Videojocs
| Any  | Títol                   | Voice role                  |
| ---- | ----------------------- | --------------------------- |
| 2014 | The Legend of Korra     | Jinora                      |
| 2016 | Marvel Avengers Academy | Jessica Drew / Spider-Woman |

## Premis i nominacions
| Any  | Premi                               | Categoria                                                                     | Nominació                                | Resultat  | Ref.   |
| ---- | ----------------------------------- | ----------------------------------------------------------------------------- | ---------------------------------------- | --------- | ------ |
| 2007 | Satellite Awards                    | Best Cast – Television Series                                                 | Mad Men                                  | Guanyador | [ 17 ] |
| 2009 | Screen Actors Guild                 | Outstanding Performance by an Ensemble in a Drama Series                      | Mad Men                                  | Guanyador | [ 18 ] |
| 2009 | Young Artist Awards                 | Best Performance in a TV Series – Recurring Young Actress                     | Mad Men                                  | Nominat   | [ 19 ] |
| 2010 | Screen Actors Guild                 | Outstanding Performance by an Ensemble in a Drama Series                      | Mad Men                                  | Guanyador | [ 18 ] |
| 2010 | Young Artist Awards                 | Best Performance in a Short Film – Young Actress                              | Squeaky Clean                            | Nominat   | [ 20 ] |
| 2010 | Young Artist Awards                 | Best Performance in a Feature Film – Supporting Young Actress                 | Carriers                                 | Nominat   | [ 20 ] |
| 2011 | Screen Actors Guild                 | Outstanding Performance by an Ensemble in a Drama Series                      | Mad Men                                  | Nominat   | [ 18 ] |
| 2011 | Young Artist Awards                 | Best Performance in a Feature Film – Leading Young Actress Ten and Under      | Cats & Dogs: The Revenge of Kitty Galore | Nominat   | [ 21 ] |
| 2011 | Young Artist Awards                 | Best Performance in a TV Series (Comedy or Drama) – Supporting Young Actress  | Mad Men                                  | Nominat   | [ 21 ] |
| 2012 | Young Hollywood Awards              | Scene Stealer Female                                                          | Mad Men                                  | Guanyador | [ 22 ] |
| 2012 | Young Artist Awards                 | Best Performance in a TV Movie, Miniseries or Special – Leading Young Actress | Smooch                                   | Nominat   | [ 23 ] |
| 2013 | Screen Actors Guild                 | Outstanding Performance by an Ensemble in a Drama Series                      | Mad Men                                  | Nominat   | [ 24 ] |
| 2013 | Young Artist Awards                 | Best Performance in a Voice-Over Role (Television) – Young Actress            | The Legend of Korra                      | Nominat   | [ 25 ] |
| 2013 | Young Artist Awards                 | Best Performance in a TV Series – Recurring Young Actress                     | Mad Men                                  | Guanyador | [ 25 ] |
| 2013 | Women in Film Crystal + Lucy Awards | Lucy Award                                                                    | Mad Men                                  | Guanyador | [ 26 ] |
| 2014 | Young Hollywood Awards              | You're So Fancy                                                               |                                          | Nominat   | [ 27 ] |